# Justin Hoàng Minh Hạo
Hoàng Minh Hạo (tiếng Trung: 黄明昊, phiên âm: Huáng Mínghào, tiếng Anh: Justin Huang) sinh ngày 19 tháng 2 năm 2002. Cậu thường được biết đến với nghệ danh Justin, là một nam rapper, dancer, ca sĩ, diễn viên người Trung Quốc. Cậu là cựu thành viên của nhóm nhạc nam hạn định Nine Percent, và là thành viên của NEXT.

## Tiểu sử
Cậu sinh ngày 19 tháng 2 năm 2002, tại Thụy An, Ôn Châu, tỉnh Chiết Giang.
Trước khi trở thành thực tập sinh của Yuehua Entertainment rồi sang Hàn Quốc luyện tập vào năm 13 tuổi, Hoàng Minh Hạo sống với ông bà ở Hàng Châu và theo học trường trung học Cẩm Tú tại đây. Gia đình cậu có 3 thành viên và vào khoảng tháng 4 năm 2019, cậu đã tiết lộ rằng mẹ mình đang mang thai tại show thực tế Thiếu niên đáng mong chờ cùng các thành viên NEX7.
Fandom (nhóm những người yêu thích và ủng hộ) của Justin Hoàng Minh Hạo là Nana, màu tiếp ứng là xanh lá mạ.

## Sự nghiệp

### Trước khi ra mắt:Produce 101 mùa 2vàIdol Producer 2018
Justin đã tham gia Produce 101 mùa 2, một chương trình truyền hình thực tế sống còn của Hàn Quốc, được phát sóng trên Mnet năm 2017. Cậu bị loại trong tập 8 ở vị trí thứ 43 với tổng số phiếu là 458.650.
Sau đó, vào năm 2018, Justin tham gia một chương trình thực tế sống còn khác của Trung Quốc là Idol Producer.

### 2018－nay: Ra mắt vớiNine Percent,NEXTvà các hoạt động cá nhân khác

#### Nine Percent
Năm 2018, Justin trở về Trung Quốc phát triển sự nghiệp và đạt được những thành quả đầu tiên khi tham gia chương trình Idol Producer (được phát sóng từ ngày 19/1 đến 6/4/2018). Kết thúc cuộc thi, cậu debut với nhạc hạn định Nine Percent ở vị trí thứ 4.
Nine Percent ra mắt vào ngày 6/4/2018. Lễ tốt nghiệp và concert chia tay lần lượt diễn ra ngày 6/10 và 12/10 năm 2019.
Tuy các hoạt động chung của các thành viên Nine Percent không nhiều, nhưng tình cảm giữa họ vẫn rất tốt. Ngày gặp gỡ hàng năm được ấn định là 6/4.

#### NEXT (NEX7 - Nhạc Hoa Thất Tử)
Trong thời gian hoạt động với Nine Percent, Justin Hoàng Minh Hạo tiếp tục ra mắt với tư cách là thành viên nhóm nhạc nam mới của Yuehua là NEXT với bài hát 《Wait a minute》 vào ngày 21/6/2018. Ngày 23/6/2018, cậu và các thành viên khác của NEXT đã tổ chức buổi fanmeeting đầu tiên tại Bắc Kinh, Trung Quốc.

#### Hoạt động cá nhân

##### Âm nhạc
Hoàng Minh Hạo đã phát hành nhiều bài hát cá nhân tự sáng tác và tham gia sáng tác như 《Hard Road》, 《Liar》, 《Pick up the phone》... . Bên cạnh đó, cậu còn tham gia vào nhiều ca khúc và sân khấu hợp tác khác.
Ngày 3/8/2020, Justin phát hành album đầu tay 《18》, đánh dấu cột mốc trưởng thành quan trọng của bản thân. Album gồm 10 bài hát với các phong cách khác nhau, trong đó, cậu đã tham gia vào quá trình sáng tác khoảng 80%. 《Angel Love》 là bài hát mở đầu, được Justin viết để thể hiện sự biết ơn và tình cảm của mình dành cho những người đã luôn ở bên cổ vũ và ủng hộ cậu. Ca khúc chủ đề được lựa chọn là 《PSYCHO》, đây cũng là ca khúc có MV trong album lần này (cùng với 《Angel Love》 và 《Blue》 sau đó). Tổng doanh thu của 《18》 tính đến 12:00 ngày 21/1/2021 là hơn 20.113.550 NDT (~71.604.239.000 VND) với Digital album, và hơn 2.251.040 NDT (~8.013.702.400 VND) với Physical album (pre-order trong 18 ngày), đứng thứ 3 trong bảng xếp hạng sức ảnh hưởng tiêu thụ âm nhạc của người nổi tiếng năm 2020 (mục Digital album do Brightdata công bố).

##### Các chương trình truyền hình
2018, cậu tham gia cố định chương trình Thế Giới Dũng Cảm, Nhà Hàng Hoàn Mỹ, Thực Quang Kỳ Diệu...
Đầu năm 2019, Justin trở thành thành viên cố định của Trốn Thoát Khỏi Mật Thất cùng với Dương Mịch, Đặng Luân, Ngụy Đại Huân, Tạ Y Lâm, Trương Quốc Vỹ. Cậu cũng đã tham gia Lam bản thanh xuân với tư cách huấn luyện viên thực tập vào mùa hè 2019, sau đó trở thành 1 trong 3 khách mời cố định của Gặp Gỡ Thiên Đàn. Tiểu Giả còn tham gia show Ức Hạn Định cùng Nine Percent, show Ngày Mai Chúng Em Không Ở Nhà và Thiếu Niên Đáng Mong Chờ cùng NEXT.
Năm 2020, Justin tiếp tục đóng vai trò thành viên cố định trong các chương trình Tôi Muốn Mở Một Cửa Tiệm, Trường Thành Hùng Vĩ, Trốn Thoát Khỏi Mật Thất mùa 2, Anh Trai Tràn Đầy Sức Sống, Xem Cuộc Sống Của Tôi, Tôi+",... Mùa hè cùng năm, Hoàng Minh Hạo tham gia series Đứng vững nhé, bạn ơi! của Happy Camp và giành vị trí chiến thắng chung cuộc, trở thành khách mời thường trú 12 kỳ của chương trình.
Năm 2021, Justin tiếp tục tham gia Trốn thoát khỏi mật thất mùa 3, và song song với đó, cậu cũng góp mặt trong Thử Thách Cực Hạn mùa 7, Thử Thách Cực Hạn - Bảo tàng hành, Đây! Chính Là Trào Lưu, Kim Khúc Thanh Xuân...
Năm 2022, cậu tham gia chương trình Đại hội trượt tuyết siêu thú vị được chiếu trên iqiyi. Ngoài ra cậu còn vinh dự là một trong những người cầm đuốc khai mạc thế vận hội mùa đông Bắc Kinh 2022.
Ngoài ra Hoàng Minh Hạo còn đảm nhiệm vai trò khách mời các show Keep Running, Hán Tự Thần Kỳ, Thiên Thiên Hướng Thượng, Minh Tinh Đại Trinh Thám, Cục Tình Báo Sao Hỏa, Nhiệm Vụ Hàng Đầu, Nhiệm Vụ Ngọt Ngào, Xin chào thứ bảy...

##### Phim ảnh
Justin tham gia dự án phim điện ảnh Bảy vị thánh với vai diễn Na Tra cùng diễn viên Lưu Đức Hoa (trong vai Tôn Ngộ Không). Đây là bộ phim với nội dung hoàn toàn mới về Tôn Ngộ Không được rất nhiều người kì vọng, cũng là bộ phim đánh dấu bước đầu cậu bước chân vào con đường diễn xuất.
Ngày 20/3/2021, Justin tham gia lễ khai máy phim điện ảnh Thần Thoại Tình Yêu và xác nhận sẽ đảm nhiệm vai trò khách mời trong phim. Ngày 24/12/2021, bộ phim điện ảnh lần đầu tiên được công chiếu trên các rạp toàn quốc ở Trung Quốc.

##### Khác
Thương hiệu thời trang cá nhân TWOEX2 của Hoàng Minh Hạo đã ra mắt ngày 13/6/2020, và sau chưa đầy 5 giờ mở bán đầu tiên đã thu được 1.000.944 NDT.
27/7/2021, Công ty TNHH Văn Hóa - Truyền thông Hạo Hãn Tinh Hải được thành lập, vốn đăng ký là 3 triệu NDT. Hoàng Minh Hạo vừa là người giám sát, vừa là đại cổ đông của công ty với tỷ lệ góp vốn là 99%.

## Tác phẩm

### Âm nhạc
| Tên                                              | Năm phát hành | Album                                         | Ghi chú                     |
| ------------------------------------------------ | ------------- | --------------------------------------------- | --------------------------- |
| Hard Road                                        | 2018          | Không                                         |                             |
| After Leaving                                    | 2018          | NEXT TO YOU - NEXT                            |                             |
| No Why                                           | 2019          | Không                                         | ft. ICE, Tia Viêm Á Duy     |
| Liar                                             | 2019          | Không                                         |                             |
| MARIA                                            | 2019          | Không                                         | ft. KOHH                    |
| 1/2 Sweet                                        | 2019          | Không                                         |                             |
| 温州Freestyle Ôn Châu Freestyle                  | 2019          | Không                                         |                             |
| 1/2 Cool                                         | 2019          | Không                                         |                             |
| Don't Wait Any More                              | 2019          | Không                                         | ft. Mạnh Mỹ Kỳ              |
| UNSTOPPABLE PASSION                              | 2019          | Không                                         |                             |
| Pick Up The Phone                                | 2019          | Không                                         |                             |
| 请拨打我的电话please Hãy gọi điện cho tôi please | 2019          | Không                                         |                             |
| 挣脱 Giải Thoát                                  | 2019          | More Than Forever (限定的记忆) - Nine Percent |                             |
| 眠冬 Ngủ Đông                                    | 2020          | Không                                         | ft. Young Jack Mãn Thư Khắc |
| Angel Love                                       | 2020          | «18»                                          |                             |
| PSYCHO                                           | 2020          | «18»                                          |                             |
| 熬鹰战队                                         | 2020          | «18»                                          |                             |
| Blue                                             | 2020          | «18»                                          |                             |
| 当一切变成空白 Khi Tất Cả Hóa Hư Không           | 2020          | «18»                                          | ft. Tiêu Kính Đằng          |
| 我是说如果 Anh Chỉ Nói Nếu Như                   | 2020          | «18»                                          |                             |
| 一反常态 Trạng Thái Khác Thường                  | 2020          | «18»                                          | ft. ICE                     |
| Lose Your Mind                                   | 2020          | «18»                                          |                             |
| FM520                                            | 2020          | «18»                                          |                             |
| 幻想者 Kẻ Mộng Tưởng                             | 2020          | «18»                                          |                             |
| U                                                | 2021          | Không                                         |                             |

### Phim
| Năm  | Tên                                           | Tên gốc              | Vai         | Ghi chú   |
| ---- | --------------------------------------------- | -------------------- | ----------- | --------- |
| 2020 | Bảy vị thánh                                  | 七圣                 | Na Tra      |           |
| 2021 | Thần thoại tình yêu                           | 爱情神话             | Bai Ge      | Cameo     |
| 2024 | Đồng Hồ Cát                                   | 沙漏                 | Lộ Lý       | Vai chính |
| 2024 | Mặc Sát                                       | 默杀                 | Ngô Vọng    | Vai phụ   |
| 2024 | Nếu Như Tôi Là Người Yêu Em Nhất Trên Đời Này | 我是这世上最爱你的人 | Phúc Mãn Đa | Vai chính |

### Chương trình truyền hình
| Năm  | Tên chương trình                   | Tên gốc             | Đài phát sóng                        | Ghi chú                                           |
| ---- | ---------------------------------- | ------------------- | ------------------------------------ | ------------------------------------------------- |
| 2017 | Produce 101                        | 프로듀스 101 시즌 2 | Mnet                                 | Thí sinh tham gia Bị loại ở tập 8                 |
| 2018 | Idol Producer                      | 偶像练习生          | iQiyi                                | Thí sinh tham gia Chiến thắng ở vị trí thứ 4      |
| 2018 | Thế giới dũng cảm                  | 勇敢的世界          | Mango TV                             | Thành viên cố định                                |
| 2018 | Thực quang kỳ diệu                 | 奇妙的食光          | iQiyi                                | Thành viên cố định, vắng mặt ở tập 5 và 6         |
| 2018 | Nhà hàng hoàn mỹ                   | 完美的餐厅          | Youku                                | Thành viên cố định                                |
| 2019 | Thiếu niên đáng mong chờ           | 少年可期            | Mango TV                             | Thành viên cố định                                |
| 2019 | Trốn thoát khỏi mật thất           | 密室大逃脱          | Mango TV                             | Thành viên cố định                                |
| 2019 | Lam bản thanh xuân                 | 篮板青春            | Tencent Video                        | Thành viên cố định                                |
| 2019 | Gặp gỡ thiên đàn                   | 遇见天坛            | Mango TV                             | Thành viên cố định                                |
| 2019 | Hán Tự Thần Kỳ                     | 神奇的汉字          | Mango TV                             | Thành viên cố định                                |
| 2019 | Tôi muốn mở một cửa tiệm           | 我想开个店          | Jiangsu Television                   | Thành viên cố định                                |
| 2019 | Trường thành hùng vĩ               | 了不起的长城        | Beijing Satellite TV                 | Thành viên cố định                                |
| 2020 | Tôi+                               | 我加                | Tencent Video                        | Thành viên cố định                                |
| 2020 | Xem cuộc sống của tôi              | 看我的生活          | Youku                                | Thành viên cố định                                |
| 2020 | Trung tâm ca hát vũ trụ            | 宇宙打歌中心        | Youku                                | Thành viên cố định                                |
| 2020 | Tiệm lướt sóng mùa hè              | 夏日冲浪店          | IQIYI                                | Thành viên cố định                                |
| 2020 | Trốn thoát khỏi mật thất mùa 2     | 密室大逃脱-第2季    | Mango TV                             | Thành viên cố định                                |
| 2020 | Các anh trai tràn đầy sức sống     | 元气满满的哥哥      | Mango TV                             | Thành viên cố định                                |
| 2020 | Happy Camp                         | 快乐大本营          | Mango TV                             | Khách mời thường trú 12 kỳ                        |
| 2020 | Keep Running SS4                   | Keep running SS4    | 浙江卫视【奔跑吧】官方频道-欢迎订阅- | Khách mời tập 1 và 2                              |
| 2021 | Trốn thoát khỏi mật thất mùa 3     | 密室大逃脱-第3季    | Mango TV                             | Thành viên cố định                                |
| 2021 | Thử thách cực hạn mùa 7            | 极限挑战            | Đông Phương TV                       | Thành viên cố định, vắng mặt tập 5 và 6, tập 10   |
| 2021 | Kim khúc thanh xuân                | 青春金秋            | Đông Phương TV                       | Khách mời tập 4, 5, 6 - Đại diện gia tộc Nhạc Hoa |
| 2021 | Thử thách cực hạn bảo tàng hành S2 | 极限挑战            | Đông Phương TV                       | Thành viên cố định                                |
| 2021 | Đây chính là trào lưu              | 这！就是潮流        | Youku                                | Thành viên cố định                                |
| 2022 | Đại hội trượt tuyết siêu thú vị    | 超有趣滑雪大会      | iQiyi                                | Thành viên cố định                                |
| 2022 | Chiến đấu đến đỉnh cao             |                     | WE TV                                | Thành viên cố định                                |
| 2022 | Trốn thoát khỏi mật thất mùa 4     | 密室大逃脱-第4季    | Mango TV                             | Thành viên cố định                                |
| 2022 | Thử thách cực hạn mùa 8            | 极限挑战            | Đông Phương TV                       | Thành viên cố định (vắng mặt tập 5)               |
| 2022 | Phái lực toàn chiến đấu            |                     |                                      | Thành viên cố định                                |

Ngoài ra, Hoàng Minh Hạo còn tham gia nhiều chương trình khác với tư cách khách mời.